# Scienze della maleducazione
Scienze della maleducazione è il secondo album in studio del gruppo musicale italiano España Circo Este, pubblicato il 20 gennaio 2017 dalla Garrincha Dischi.

## Tracce
1. Lo stomaco e il bullone
2. Mal educación
3. Dammi un beso
4. Gabriel Pt1
5. Gabriel Pt2 feat. Teta Mona
6. Tango Kg
7. La veterana
8. Bufera
9. Santa Maria
10. Cara vaticana